# Liechtenstein i olympiska sommarspelen 1972
Liechtenstein deltog med 6 deltagare vid de olympiska sommarspelen 1972 i München. Ingen av landets deltagare erövrade någon medalj.